# Euploea core
Espèce
Statut de conservation UICN

 LC  : Préoccupation mineure

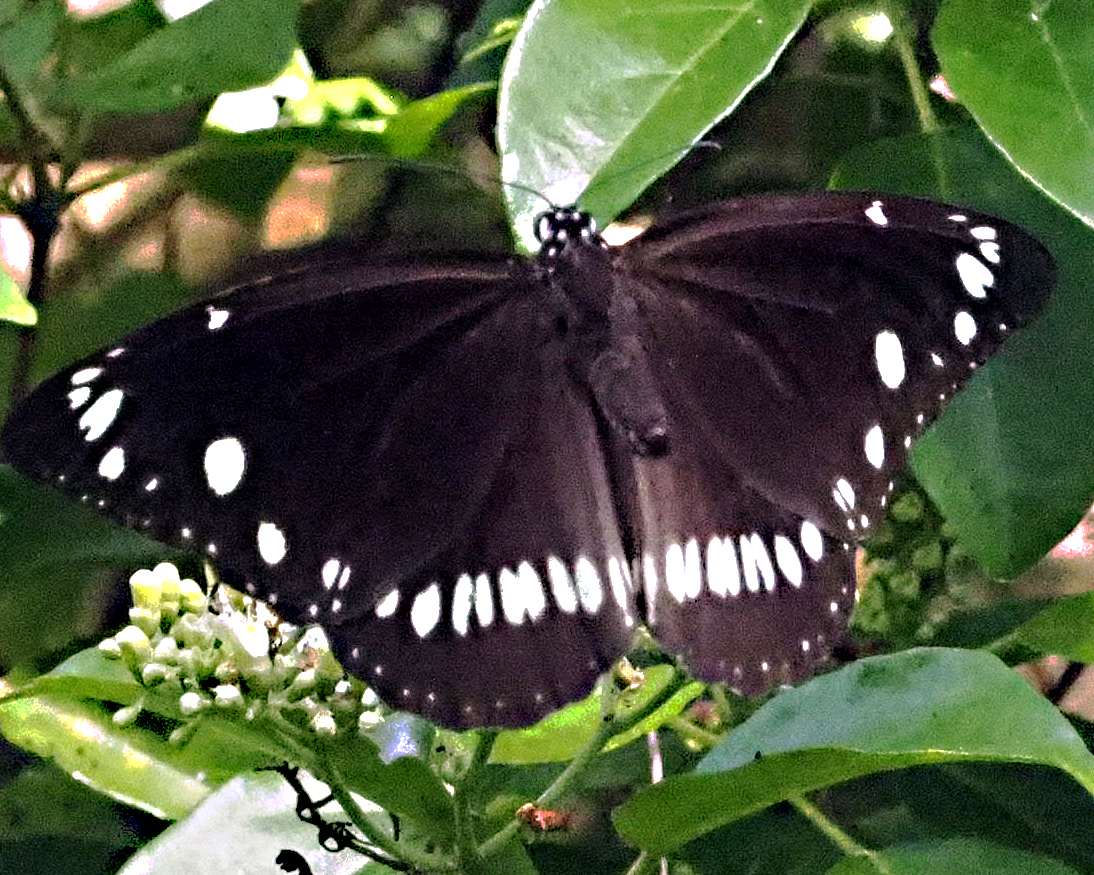
Euploea core corinna femelle Nouvelle Calédonie

Euploea core ou Core est un insecte lépidoptère  de la famille des  Nymphalidae, de la sous-famille des Danainae et du genre Euploea.
C'est l'Euploea le plus commun, dans le sud de l'Asie comme en Australie.

## Dénomination
Euploea core (Pieter Cramer, 1780)
Synonymes :Papilio core (Cramer, 1780), Euploea hemera (Fruhstorfer, 1910).

### Noms vernaculaires
Euploea core se nomme en anglais Common Indian Crow ou Australian Crow ou Oleander Butterfly  .

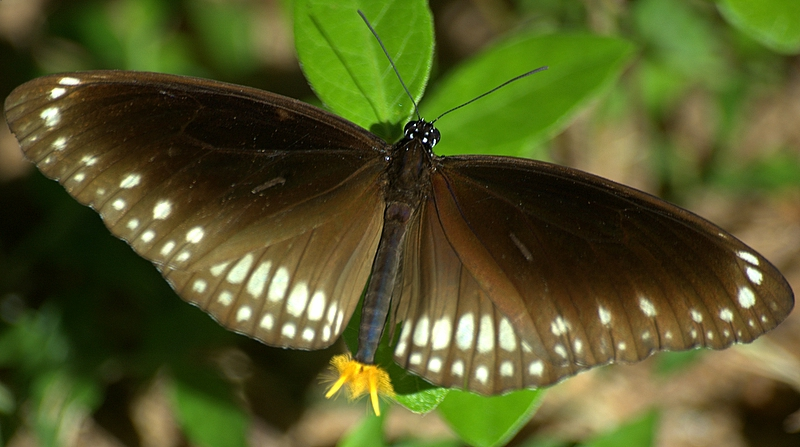
Euploea core asela

### Sous-espèces
- Euploea core core en Inde.

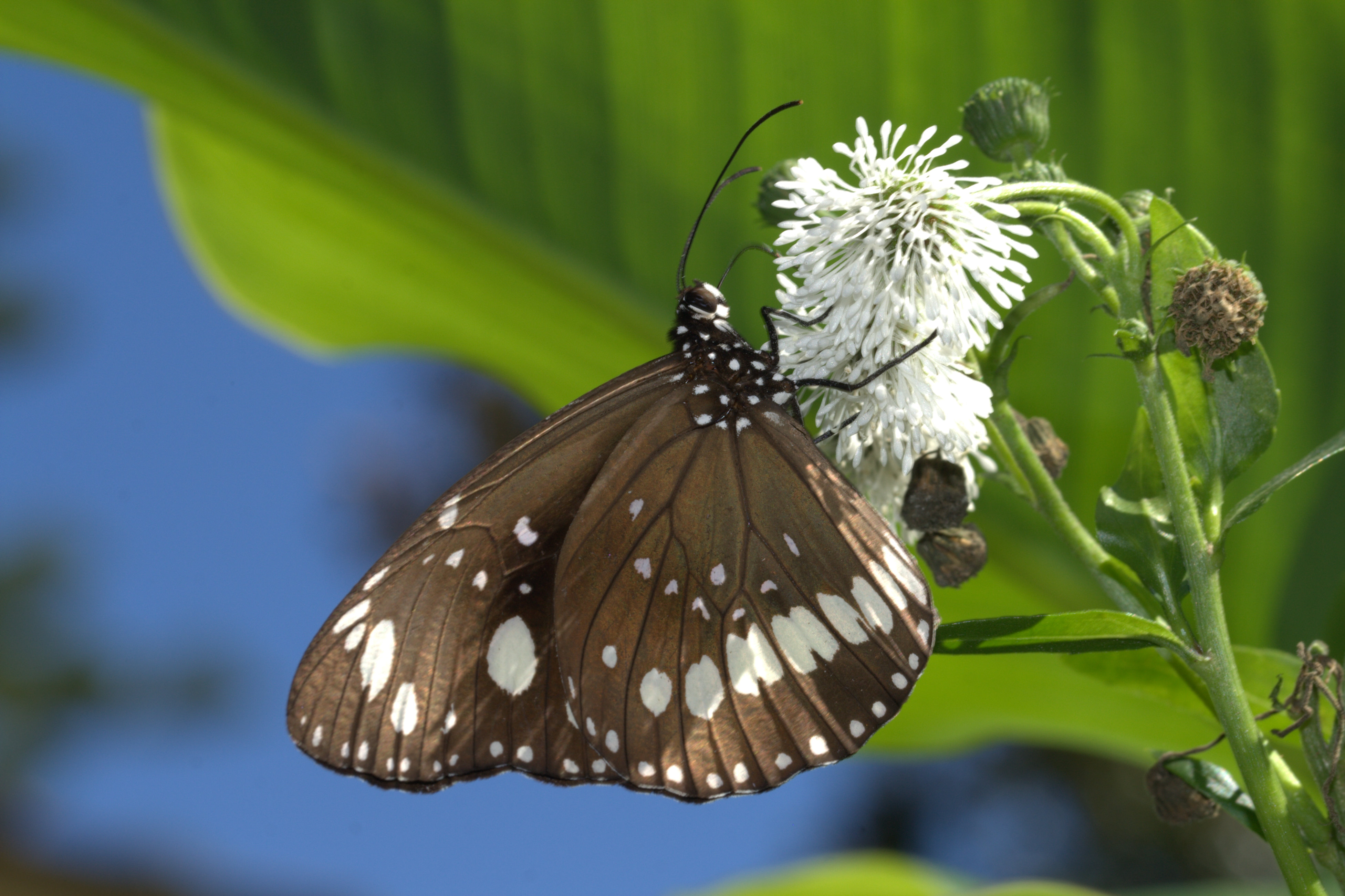
Euploea core corinna

- Euploea core andamanensis (Atkinson, [874)
- Euploea core amymone (Godart, 1819) dans le sud de la Chine et à Hong Kong.
- Euploea core asela (Moore, 1877) à Ceylan.
- Euploea core bauermanni (Röber, 1885)
- Euploea core charox (Kirsch, 1877)

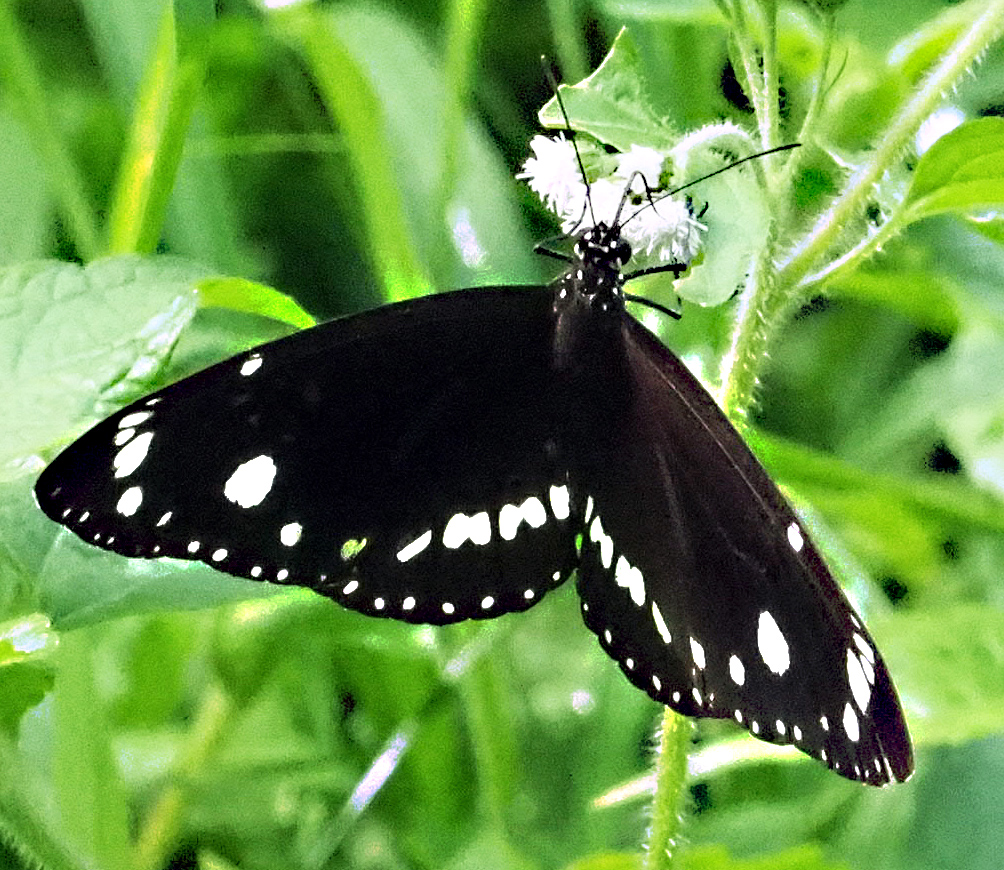
Euploea core corinna mâle, Nouvelle Calédonie

- Euploea core corinna mâle, Nouvelle CalédonieEuploea core corinna (MacLeay, 1826) dans le nord de l'Australie et en Nouvelle Calédonie.
- Euploea core distanti (Moore, 1882) à Sumatra.
- Euploea core godarti (Lucas, 1853) le Violet-Tipped Crow en Birmanie et Indochine.
- Euploea core graminifera (Moore, 1883) sud de la Birmanie et de la Malaisie.
- Euploea core haworthi (Lucas, 1853) à Java et Bali.
- Euploea core kalaona (Fruhstorfer, 1898)
- Euploea core prunosa (Moore, 1883) dans le sud de la Chine.
- Euploea core renellensis (Carpenter, 1953)
- Euploea core  scherzeri (C. Felder, 1862)
- Euploea core vermiculata (Butler, 1866) nord de l'Inde et de la Birmanie[2].

## Description
C'est un grand papillon de 8 à 9 cm d'envergure, marron plus ou moins foncé aux ailes bordées d'une ligne submarginale de points blancs doublée d'une ligne de taches ovales blanches plus ou moins importante.
Le revers est identique.

### Chenille
La chenille est très colorée, orange puis annelée d'orange noir et blanc et elle est munie de paires de longues cornes

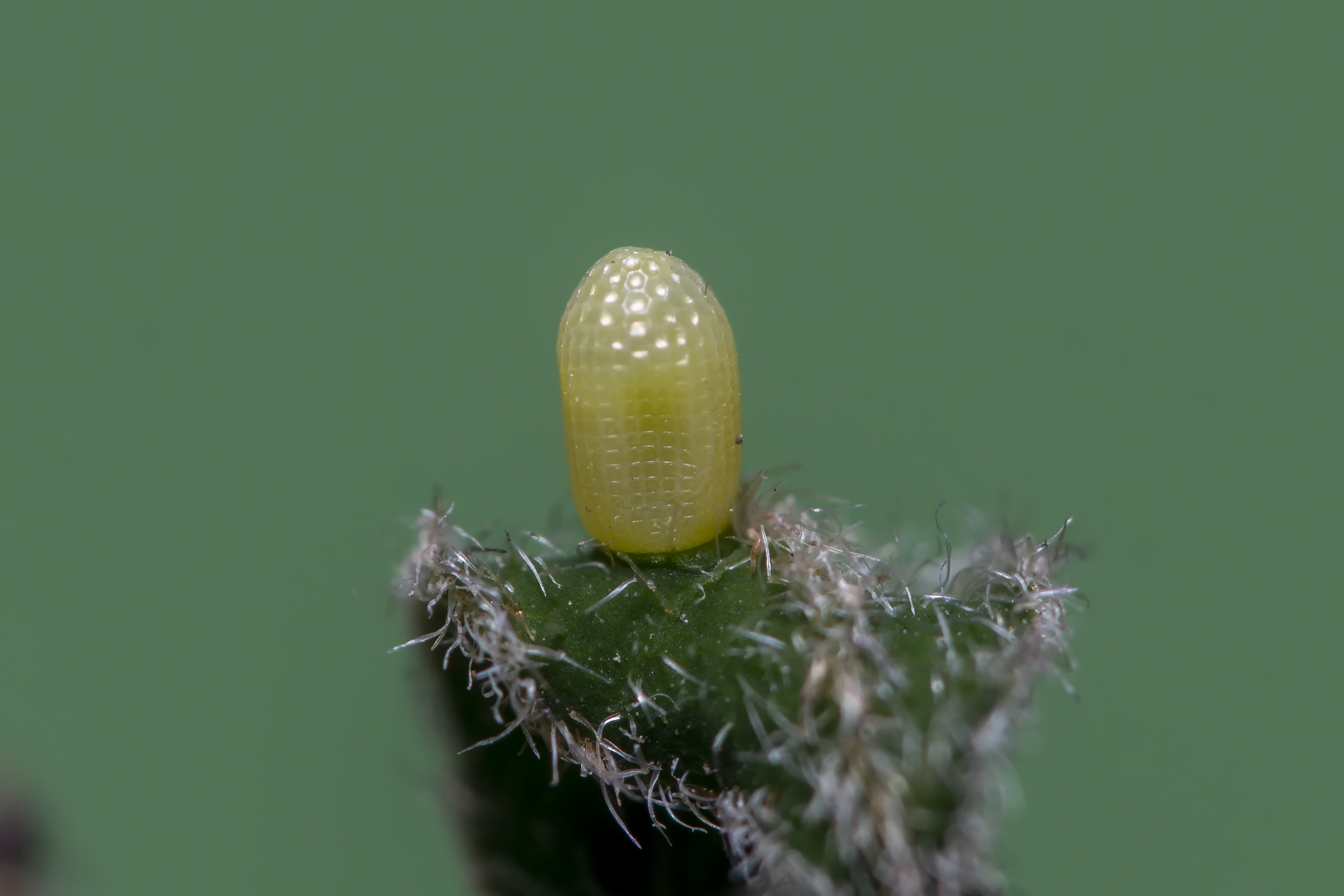
œuf
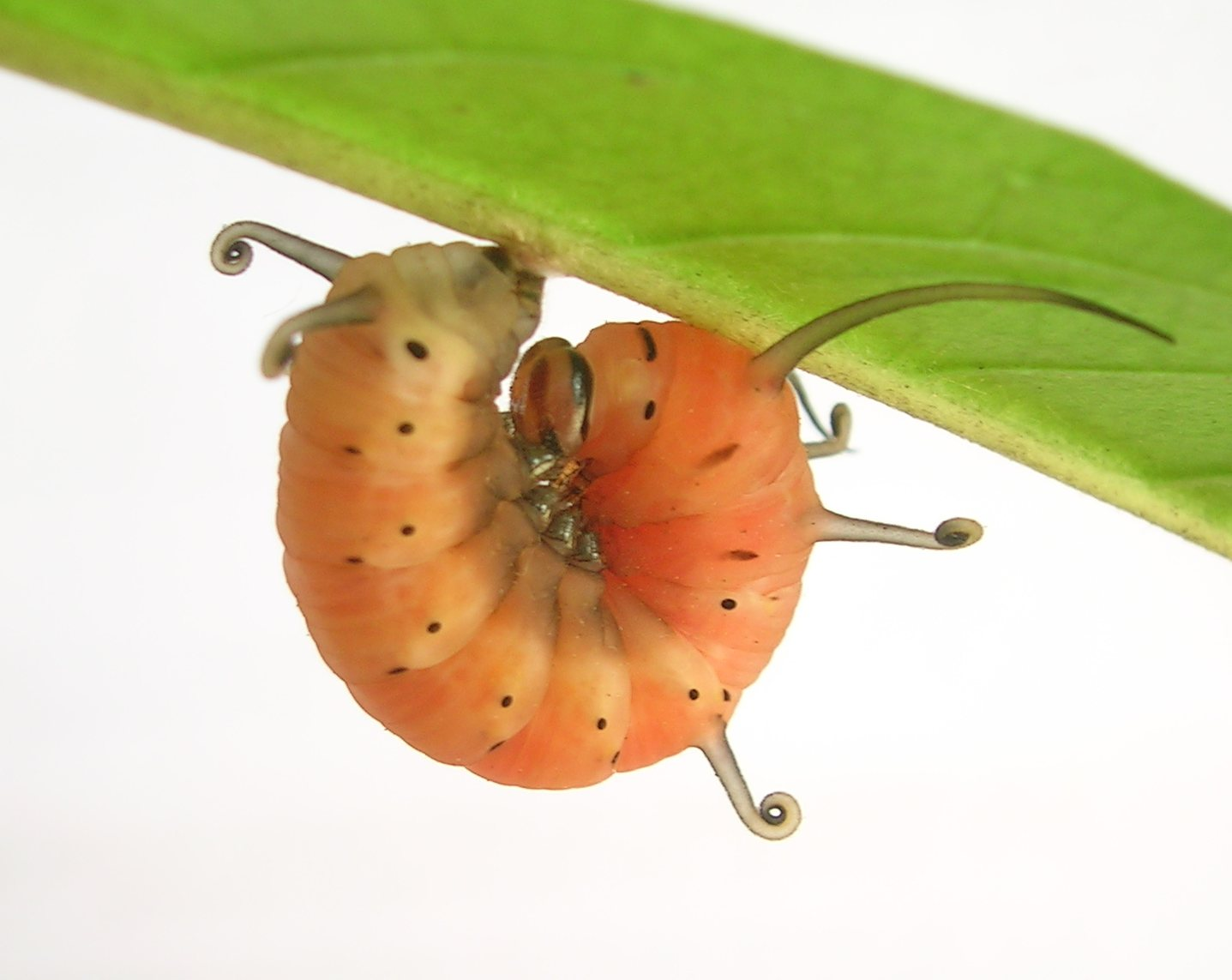
jeune chenille
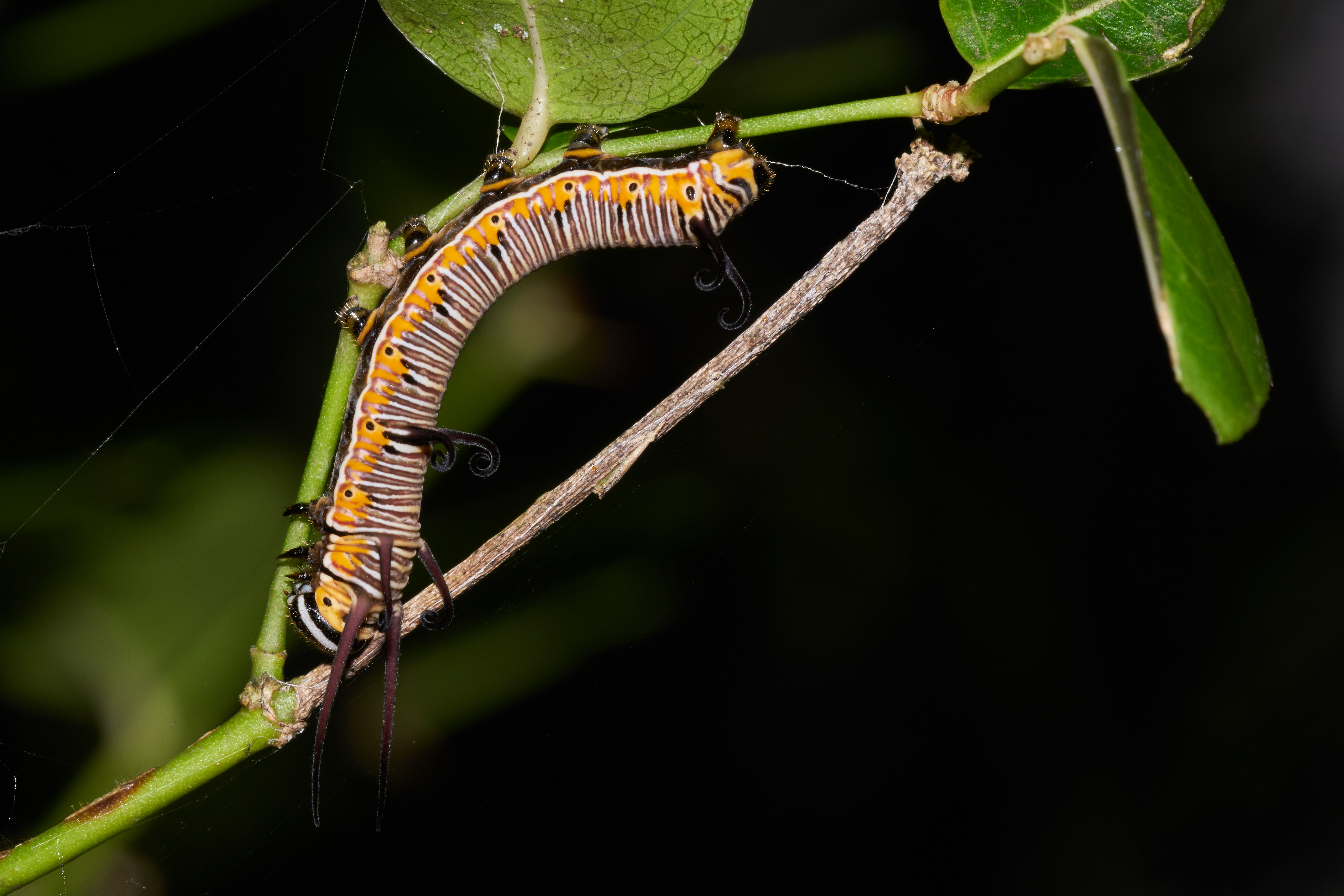
chenille
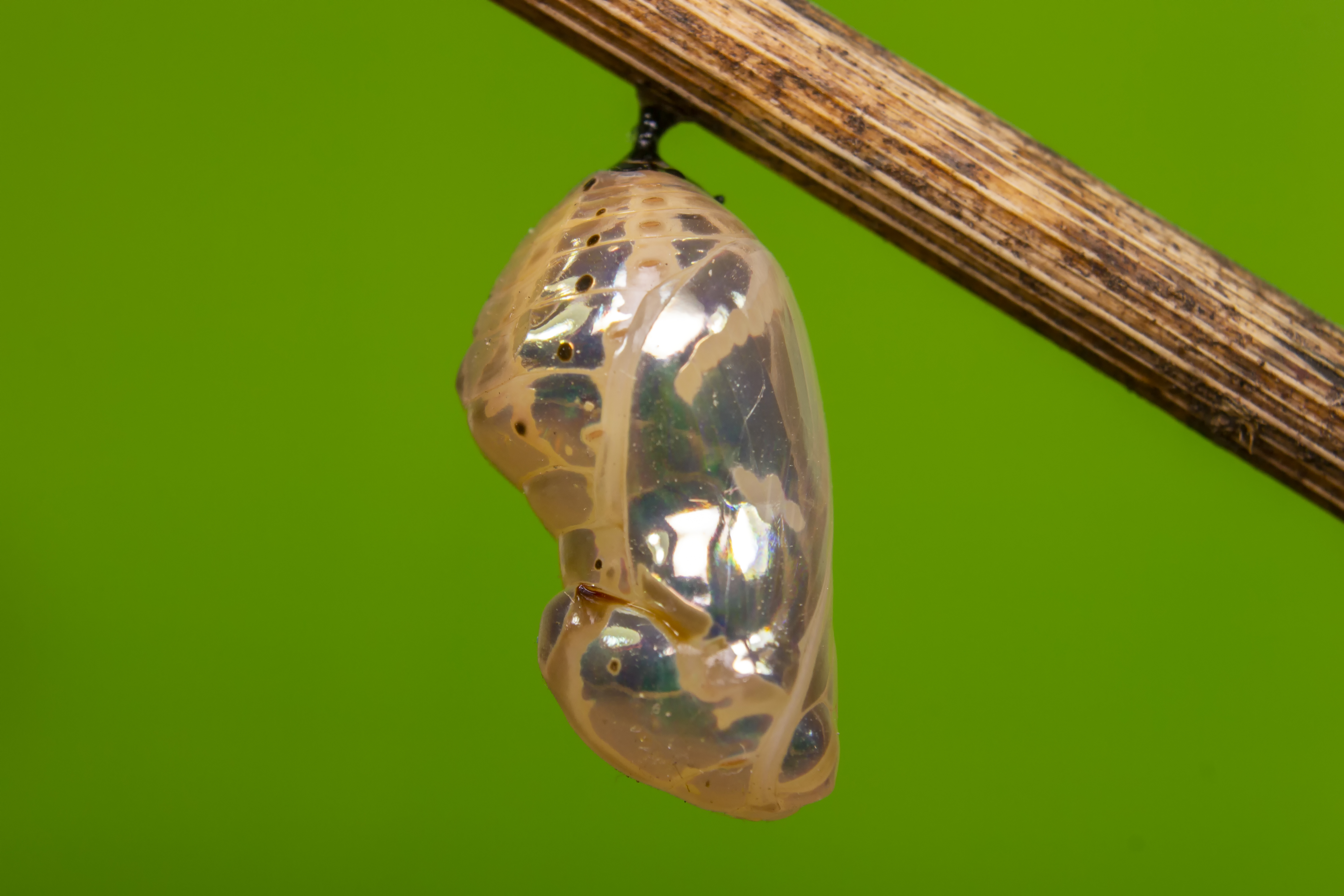
pupe

La chrysalide est d'une couleur argenté doré.

## Biologie
Il n'a pas de prédateur car, dès le stade de chenille, il se nourrit sur des plantes qui le rendent toxique.
Il est imité par de nombreuses autres espèces de papillons, notamment Papilio clytia, Papilio dravidarum, Papilio castor, Hypolimnas bolina et Elymnias singala.
Euploea core vole toute l'année dans certains lieux comme le nord de l'Australie. Il vit plusieurs mois et n'a de diapause que s'il lui faut attendre des pluies nécessaires à la croissance des plantes hôte de sa chenille,. Ceux qui hibernent en Australie le font dans des vallées entre Brisbane et Townsville.
C'est un migrateur. Dans le sud de l'Inde, Euploea core effectue sa migration avec deux autres espèces, Euploea sylvester et Tirumala septentrionis, sur 350 à 500 km entre les Ghâts occidentaux et les Ghâts orientaux. Ses migrations sont en étude à Taïwan.

### Plantes hôtes
Ses plantes hôtes sont diverses: Asclepias spp., Ficus benjamina, F. coronata, F. lyrata, F. obliqua, F. platypoda, F. pumila, Adenium obesum, A. multiflorum, Carissa ovata, Ichnocarpus frutescens, Nerium indicum, laurier-rose N. oleander, Parsonsia eucalyptophylla, P. straminea, Trachelospermum spp., Plumeria acutifolia, Brachystelma glabriflorum, Ceropegia cumingiana, Cryptostegia madagascariensis, C. grandiflora, Cynanchum carnosum, Gunnessia pepo, Gymnanthera fruticosa, G. nitida, Gymnema micradenium, Hoya archboldiana, H. australis, H. carnosa, H. cumingiana, H. macgillivrayi, H. oligotricha, H. sana, Marsdenia australis, M. coronata, M. glandulifera, M. hemiptera, M. microlepis, M. rostrata, M. suaveolens, M. viridiflora, Sarcostemma australe, Secamone elliptica, Stephanotis spp., Tylophora spp..

## Écologie et distribution

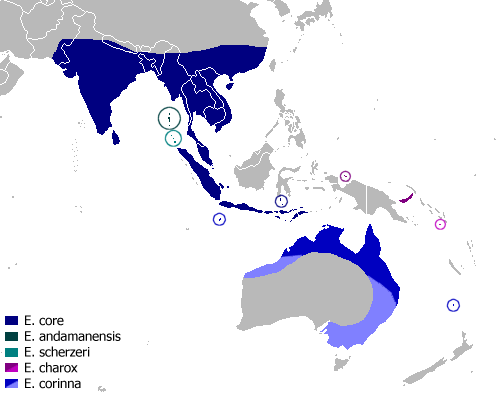
Répartition d' Euploea core

Euploea core est présent du sud de l'Asie à l'Australie, en Inde, sud de la Chine, Hong Kong, Birmanie, Indochine, Malaisie, à Ceylan, Sumatra, à Java, Bali, en Nouvelle-Calédonie et d'autres îles.

### Biotope
Divers mais fonction de la présence des plantes hôtes de la chenille.

### Protection
Pas de statut de protection particulier.

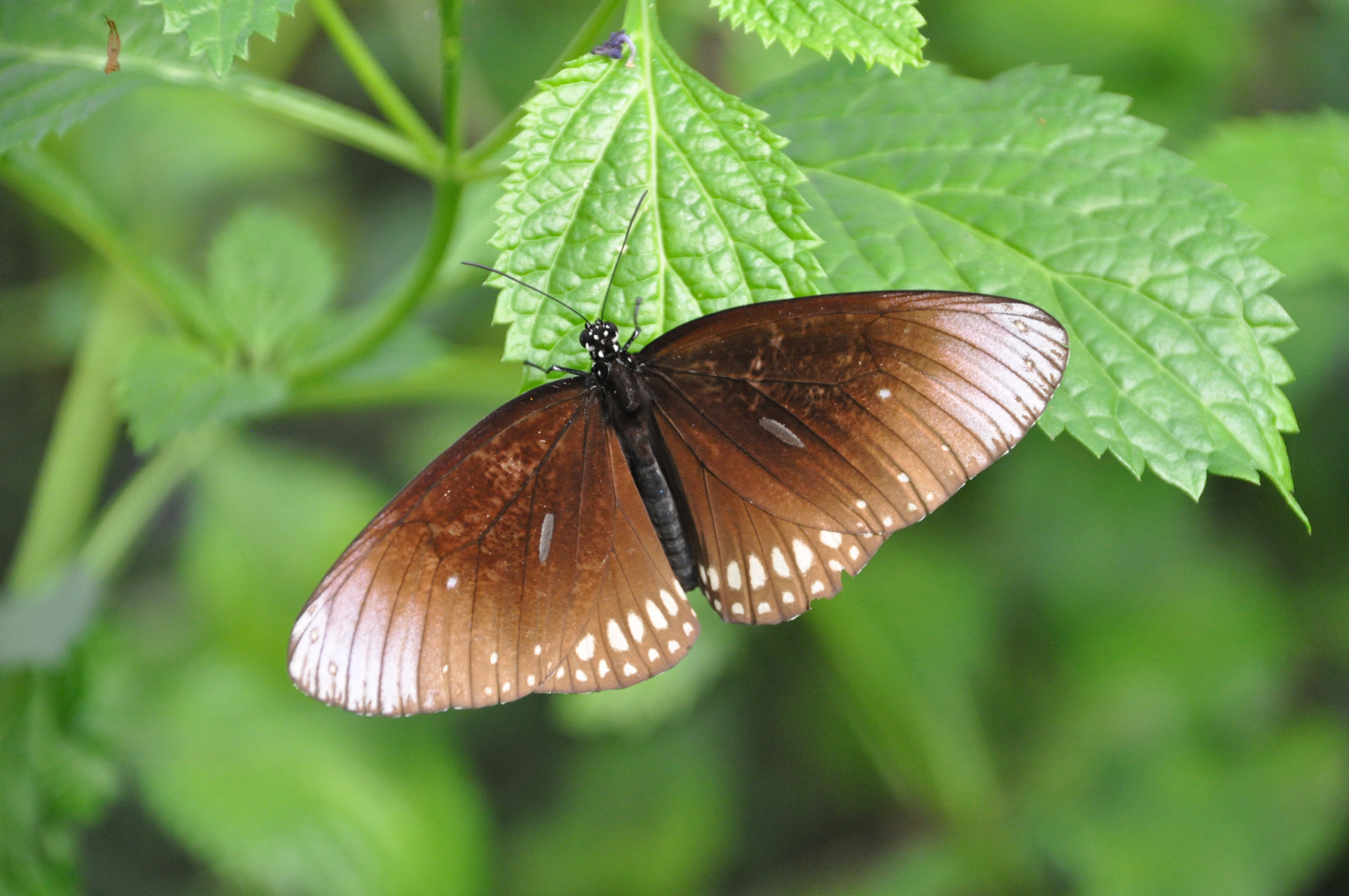
Euploea core, face dorsale

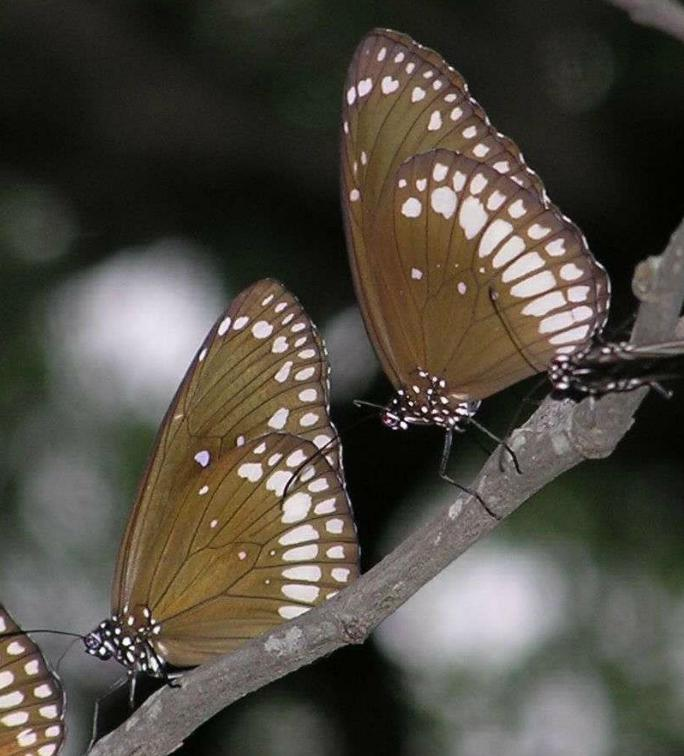
Euploea core, face ventrale

## Philatélie
Euploea core corina figure sur une émission de 1982 des Cocos island d'une valeur de 40c.